# Chrysler ME Four Twelve
El Chrysler ME Four-Twelve es un coche prototipo de automóvil superdeportivo por DaimlerChrysler y producido bajo la marca Chrysler en 2004. Se tardó menos de un año para el diseño y el desarrollo. Fue diseñado por Brian Nielander (exterior) y Mark Walters (el interior). El nombre tiene su origen en la disposición del motor (según sus siglas en inglés) sus cuatro turbos y sus doce cilindros.

## Producción
Chrysler afirmó inicialmente que el ME Cuatro-Doce fue un prototipo destinado a producirse. Lo detuvo temporalmente después de varias protestas de la división de SLR de Mercedes-Benz. Sin embargo, a partir del otoño de 2005, Chrysler anunció que el proyecto estaba de nuevo "en estudio" para el desarrollo continuo.
Fue uno de los autos más espectaculares que Chrysler haya construido en los últimos años. Una máquina que despliega una brutal potencia que es acompañada por un espectacular diseño, fuera de toda la fama de la marca norteamericana de producir solamente coches de lujo. La fibra de carbono es el principal componente de este superauto, ya que de este material están compuestas la carrocería y la estructura interior, siendo el chasis hecho de aluminio.
Fue la vedette del North American International Auto Show realizado en Detroit en el 2004, y aunque la marca no ha realizado más supermáquinas como ésta, el ME Four-Twelve es una muestra de todo el poder, tecnología y performance que la industria norteamericana puede desarrollar.
El Chrysler ME Four-Twelve tiene un impresionante motor V12 SOHC Quadturbo de 90 grados de apertura, 6.0 litros de cilindrada y 36 válvulas ubicado en posición central, siendo este el primer auto de la marca norteamericana con un motor en esta posición. Tremendo bloque de tecnología despliega una salvaje potencia de 850 HP a 5750 rpm y un torque máximo de 1150 Nm a 4500 rpm. Utiliza una caja de cambios automática de siete velocidades, con tracción posterior. Se supone capaz de alcanzar una velocidad máxima de 400 km/h, y de lograr una aceleración 0-100 km/h en sólo 2.9 segundos, 0-100 millas/h en 6.2 y el cuarto de milla (400 metros) en 10.6 segundos. Cuenta además con unos poderosos frenos de disco ventilados en las cuatro ruedas, que cumple a cabalidad el controlar a esta bestia mecánica que pesa 1310 kilogramos.

## Ficha Técnica
- Marca    Chrysler ME Four-Twelve
- Año 	2004
- Pais     Estados Unidos
- Motor 	V12 SOHC Quadturbo de 90 grados de 6.0 litros y 36 válvulas en posición central
- Potencia 850 HP a 5750 rpm
- Torque (máx) 	1150 Nm a 4500 rpm
- Transmisión 	Caja de cambios automática de siete velocidades. Tracción posterior
- Velocidad (máx) 	400 km/h
- Aceleración (0-100 km/h) 	2.9"
- Frenos Discos ventilados en las cuatro ruedas
- Peso     1310 kg
- Relación Peso/Potencia    1.54 kg/HP

## Videojuegos
El ME Four-Twelve ha aparecido en muchos juegos de video como un coche disponible para manejar, tales como: Test Drive: Unlimited, Forza Motorsport 1 / 2, Asphalt 8 Airborne y Midnight Club 3: DUB Edition Remix.
- Datos: Q1088730
- Multimedia: Chrysler ME FourTwelve / Q1088730